# 2. izvanredna opća skupština Biskupske sinode
Druga izvanredna opća skupština Biskupske sinode održana je od 24. studenog do 8. prosinca 1985. godine. Tema sinode bila je: Dvadeseta godišnjica završetka Drugoga vatikanskog sabora.
U radu sinode biskupa sudjelovalo je 165 sinodalnih otaca. Kao predstavnik hrvatskoga episkopata sudjelovao je zagrebački nadbiskup Franjo Kuharić.
Sinoda je izrazila želju za objavom katekizma u kojem će biti izložen cjelovit katolički nauka, što će se i dogoditi 1992. godine.
Sinodalni oci su na kraju objavili dokument pod naslovom Exeunto coetu secundo.

### Članci
- Vukšić, Tomo. 2006. Teme i način rada generalnih biskupskih sinoda (1967.-2001.). Vrhbosnensia. Univerzitet u Sarajevu – Katolički bogoslovni fakultet. Sarajevo. 10 (1): 49–78